# Vellescot
Vellescot (deutsch früher Hanendorf bzw. Hahndorf) ist eine französische Gemeinde im Département Territoire de Belfort in der Region Bourgogne-Franche-Comté.

## Geographie
Vellescot liegt auf 364 m, etwa 14 Kilometer südöstlich der Stadt Belfort (Luftlinie). Das ehemalige Straßenzeilendorf erstreckt sich im Flachland der Burgundischen Pforte, am sanft geneigten Hang nördlich des Baches Écrevisse.
Die Fläche des 3,55 km² großen Gemeindegebiets umfasst einen Abschnitt der leicht gewellten Landschaft im Bereich der Burgundischen Pforte (Trouée de Belfort). Der zentrale Teil des Gebietes wird in Ost-West-Richtung von der Talmulde der Écrevisse durchquert, die für die Entwässerung über die Bourbeuse zur Allaine sorgt. Flankiert wird diese Mulde auf beiden Seiten von einem Plateau, das durchschnittlich auf 380 m liegt. Es ist überwiegend mit Acker- und Wiesland bedeckt, zeigt aber auch einige größere Waldflächen. Im Tal der Écrevisse sowie in den Muldenlagen des Plateaus befinden sich verschiedene Weiher, die für die Fischzucht angelegt wurden. Nach Norden erstreckt sich das Gemeindeareal über das Plateau in die Wälder Bois du Flandrier und Bois de Ragie de la Dame. Mit 387 m wird auf der Anhöhe südlich des Écrevisse-Tales die höchste Erhebung von Vellescot erreicht.
Nachbargemeinden von Vellescot sind Bretagne und Chavannes-les-Grands im Norden, Florimont im Osten, Boron im Süden sowie Grosne im Westen.

## Geschichte
Erstmals schriftlich erwähnt wird Vellescot im Jahr 1105 unter dem Namen Vellecort in einer Urkunde des Priorats Froidefontaine. Seit dem 12. Jahrhundert gehörte Vellescot zur Grafschaft Ferrette. In der ersten Hälfte des 14. Jahrhunderts gelangte das Dorf unter die Oberhoheit der Habsburger. Zusammen mit dem Sundgau kam Vellescot mit dem Westfälischen Frieden 1648 an die französische Krone. Seit 1793 gehörte das Dorf zum Département Haut-Rhin, verblieb jedoch 1871 als Teil des Territoire de Belfort im Gegensatz zum restlichen Elsass bei Frankreich. Durch eine Bahnlinie, die von Belfort nach Réchésy führte, wurde das Dorf 1913 an das französische Eisenbahnnetz angebunden. Der Betrieb wurde jedoch 1948 wieder eingestellt. Die Katholiken in Vellescot sind seit dem Mittelalter in Grosne eingepfarrt.

## Bevölkerung
| Bevölkerungsentwicklung | Bevölkerungsentwicklung |
| Jahr                    | Einwohner               |
| ----------------------- | ----------------------- |
| 1962                    | 76                      |
| 1968                    | 81                      |
| 1975                    | 113                     |
| 1982                    | 136                     |
| 1990                    | 136                     |
| 1999                    | 164                     |
| 2007                    | 242                     |
| 2020                    | 243                     |

Mit 250 Einwohnern (1. Januar 2022) gehört Vellescot zu den kleinen Gemeinden des Départements Territoire de Belfort. Nachdem die Einwohnerzahl in der ersten Hälfte des 20. Jahrhunderts deutlich abgenommen hatte (1911 wurden noch 132 Personen gezählt), wurde seit Beginn der 1960er Jahre wieder ein kontinuierliches Bevölkerungswachstum verzeichnet.

## Wirtschaft und Infrastruktur
Vellescot war bis weit ins 20. Jahrhundert hinein ein vorwiegend durch die Landwirtschaft (Ackerbau, Obstbau und Viehzucht), die Fischzucht und die Forstwirtschaft geprägtes Dorf. Noch heute leben die Bewohner zur Hauptsache von der Tätigkeit im ersten Sektor. Außerhalb des primären Sektors gibt es nur wenige Arbeitsplätze im Dorf. Einige Erwerbstätige sind auch Wegpendler, die in den umliegenden größeren Ortschaften ihrer Arbeit nachgehen.
Die Ortschaft liegt abseits der größeren Straßenverbindungen an einer Departementsstraße, die von Delle nach Dannemarie führt. Der nächste Anschluss an die Autobahn A36 befindet sich in einer Entfernung von ungefähr 16 Kilometern. Weitere Straßenverbindungen bestehen mit Grosne, Brebotte und Suarce.